# Sydney Tafler
Sydney Tafler (* 31. Juli 1916 in London; † 8. November 1979 ebenda) war ein englischer Charakterschauspieler. 
Tafler war in den Jahren 1947 bis 1977 in vielen Filmen und Fernsehproduktionen zu sehen, bis zum Ende seines Lebens trat er noch in verschiedenen Fernsehserien auf. Sein letzter Film war Der Spion, der mich liebte mit Roger Moore als James Bond. Hier spielte er den Kapitän der Liparus, einen Angestellten von Karl Stromberg. Tafler trat mehrmals in Filmen des britischen Regisseur Lewis Gilbert auf.
Taflers Frau hieß Joy Shelton. Sie waren von 1947 bis zu Taflers Tod verheiratet. Tafler hatte drei Kinder, eines davon ist der Schauspieler Jonathan Tafler, und fünf Enkelkinder.
Tafler starb am 8. November 1979 im Alter von 63 Jahren an Krebs.

## Filmografie (Auswahl)
- 1949: Blockade in London (Passport to Pimlico)
- 1951: Einmal Millionär sein (The Lavender Hill Mob)
- 1951: Hotel Sahara
- 1955: Voller Wunder ist das Leben (A Kid for Two Farthings)
- 1955: Himmelfahrtskommando (The Cockleshell Heroes)
- 1956: Allen Gewalten zum Trotz (Reach for the Sky)
- 1960: Die letzte Fahrt der Bismarck (Sink the Bismarck!)
- 1961: Schöne Witwen sind gefährlich (Five Golden Hours)
- 1964: Beim siebten Morgengrauen (The 7th Dawn)
- 1966: Der Verführer läßt schön grüßen (Alfie)
- 1967: Der Mann mit dem Koffer (Man in a Suitcase, Fernsehserie, 1 Folge)
- 1969: Coronation Street (Fernsehserie, 2 Folgen)
- 1973: Van der Valk (Fernsehserie, 3 Folgen)
- 1973: Gene Bradley in geheimer Mission (The Adventurer, Fernsehserie, 1 Folge)
- 1975: Die Füchse (The Sweeney, Fernsehserie, 1 Folge)
- 1975: Thriller (Fernsehserie, 1 Folge)
- 1977: Der Spion, der mich liebte (The Spy Who Loved Me)